# Montigny-en-Arrouaise
Montigny-en-Arrouaise é uma comuna francesa na região administrativa de Altos da França, no departamento de Aisne. Estende-se por uma área de 9,77 km². Em 2010 a comuna tinha 294 habitantes (densidade: 30,1 hab./km²).